# 福岡市役所
福岡市役所（ふくおかしやくしょ）は、地方公共団体である福岡市の執行機関としての事務を行う施設（役所）。福岡市中央区天神一丁目8番1号に本庁舎を置く。また、本庁舎のほかに港湾空港局、消防局、各区の区役所、出張所、地方公営企業（交通局、水道局）の庁舎等が市内各所にある。なお、福岡市中央区天神1丁目10番1号に北別館を設置していたが老朽化により閉鎖・解体された。
本庁舎正面（西側）には「ふれあい広場」という広場があり、博多どんたく、アジアマンス、MUSIC CITY TENJINなどのイベントの際には会場となる。北側の道路に面した場所にはローソン福岡市役所店がある。

## 庁舎

### 本庁舎
行政棟・議会棟に分かれている。
| 階      | 行政棟 | 議会棟                                                                           |
| ------- | --- | -------------------------------------------------------------------------------- |
| 15階    | 講堂、市民局（防災・危機管理部）、総務企画局（研修企画課） | 傍聴席                                                                           |
| 14階    | 経済観光文化局（総務・中小企業部、創業・立地推進部、部長-国際金融機能誘致、国際経済・コンテンツ部、観光コンベンション部、文化振興部、文化財活用部）、農林水産局（総務農林部、水産部） | 議場、記者控室                                                                   |
| 13階    | こども未来局（こども部、子育て支援部）、環境局（環境政策部、環境監理部、循環型社会推進部、施設部、脱炭素社会推進部） 自民党新福岡議員控室、第5委員会室、第2・第3特別委員会室          |                                                                                  |
| 12階    | 福祉局（総務企画部、生活福祉部、高齢社会部、障がい者部）、保健医療局（総務部、健康医療部、生活衛生部）                                                                                | 公明党福岡市議団控室、福岡令和会議員控室、第3・第4委員会室                       |
| 11階    | 教育委員会（総務部、職員部、教育環境部、教育支援部、指導部、部長-学校施設アセットマネジメント）                                                                                       | 日本共産党福岡市議団控室、緑の党と市民ネットワークの会議員控室、第1・第2委員会室 |
| 10階    | 財政局（財政部、財産有効活用部、税務部）、港湾空港局（空港振興部）、教育委員会（教育総務事務センター、労務・給与課）、広報戦略室、市政記者室                                          | 自由民主党福岡市議団控室、無所属議員控室、第1特別委員会室                        |
| 9階     | 市長、副市長、市長室、広報戦略室長、庁議室 | 議長、副議長、議会運営委員会室                                                   |
| 8階     | 総務企画局（行政部、企画調整部、国際部、人事部、部長-事業調整、部長-水資源対策、部長-国家戦略特区等推進、部長-サービスデザイン）                                                      | 議会事務局（議会図書室）                                                         |
| 7階     | 市民局（総務部、コミュニティ推進部、スポーツ推進部、部長-世界水泳、生活安全部）、道路下水道局（下水道施設部）                                                                         | 議員ロビー、議員応接室                                                           |
| 6階     | 道路下水道局（総務部、計画部、管理部）、教育振興会 | 監査事務局、選挙管理委員会事務局                                                 |
| 5階     | 道路下水道局（用地部、建設部）、組合書記局 | 人事委員会、農業委員会、市民局（人権部）、福岡・釜山経済協力事務所               |
| 4階     | 住宅都市局（総務部、都市計画部、建築指導部、地域まちづくり推進部、都心創生部、公園部、一人一花推進部）                                                                                |                                                                                  |
| 3階     | 住宅都市局（住宅部、九大まちづくり推進部）、財政局（技術監理部、アセットマネジメント推進部、契約課、契約監理課）、保健医療局（保健予防課）、総務事務処理センター                      |                                                                                  |
| 2階     | 会計室、情報公開室、広聴課、市民相談室、暴力追放相談センター、福岡銀行福岡市庁内支店、郵便局、現金自動サービスコーナー                                                                |                                                                                  |
| 1階     | 市民ロビー、福岡市情報プラザ、カフェ、警備員室 | 警備員室                                                                         |
| 地下1階 | 駐車場連絡通路、地下通路（星の広場・地下鉄・アクロス福岡等連絡通路）、働く人の介護サポートセンター、不妊専門相談センター、政府刊行物センター、中央保護区保護司会、芙蓉会              | 市庁舎駐車場連絡通路                                                             |

なお、市役所本庁舎15階には1988年から職員食堂が設けられていたが、解体される市役所北別館から一部の部署が本庁舎の食堂のスペースに移転することになったため、2021年3月31日で営業を終了した。

### 港湾空港局
- 名称：福岡市港湾空港局
- 所在地：博多区沖浜町12番1号（博多港センタービル内）北緯33度36分33.7秒 東経130度24分5.1秒 / 北緯33.609361度 東経130.401417度
- 組織：総務部、港湾振興部、港湾計画部、港湾建設部、アイランドシティ事業部、空港振興部（本庁舎内）

### 水道局
- 名称：福岡市水道局
- 所在地：博多区博多駅前一丁目26番1号及び28番15号北緯33度35分40.3秒 東経130度25分4.8秒 / 北緯33.594528度 東経130.418000度
- 組織：総務部、計画部、浄水部、保全部、配水部、営業管理課（所在地：中央区白金一丁目17番1号）、水道水質センター（所在地：南区塩原四丁目27番1号）、乙金浄水場（読み方：おとがねじょうすいじょう、所在地：大野城市乙金台（おとがなだい）三丁目12番1号）、多々良浄水場（所在地：糟屋郡粕屋町大字戸原679番1号）、高宮浄水場（所在地：南区大池二丁目18番1号）、夫婦石浄水場（所在地：南区大字桧原853番6号）、瑞梅寺浄水場（所在地：糸島市山北5番地2）

### 交通局
- 名称：福岡市交通局
- 所在地：中央区大名二丁目5番31号北緯33度35分21.3秒 東経130度23分34.3秒 / 北緯33.589250度 東経130.392861度
- 組織：総務部、運輸部、施設部、建設部、姪浜保守事務所（所在地：西区姪浜五丁目9番1号、橋本保守事務所（所在地：西区橋本二丁目34番1号）、姪浜車両工場（所在地：西区下山門四丁目1番1号）、橋本車両工場（所在地：西区橋本二丁目34番1号）

### 消防局
- 名称：福岡市消防局
- 所在地：中央区舞鶴三丁目9番7号北緯33度35分27.3秒 東経130度23分21.4秒 / 北緯33.590917度 東経130.389278度
- 組織： 総務部、消防学校（所在地：早良区西入部一丁目15番10号）、警防部、情報指令部、予防部、東消防署（所在地：東区千早四丁目15番1号）、博多消防署（所在地：博多区博多駅前四丁目19番7号）、中央消防署（所在地：中央区那の津二丁目5番1号）、南消防署（所在地：南区塩原二丁目6番11号）、城南消防署（所在地：城南区神松寺二丁目19番12号）、早良消防署（所在地：早良区百道浜一丁目3番1号）、西消防署（所在地：西区今宿東一丁目7番12号）、消防航空隊（所在地：東区大字奈多字小瀬抜1302の47）、防災センター（所在地：早良区百道浜一丁目3番3号）

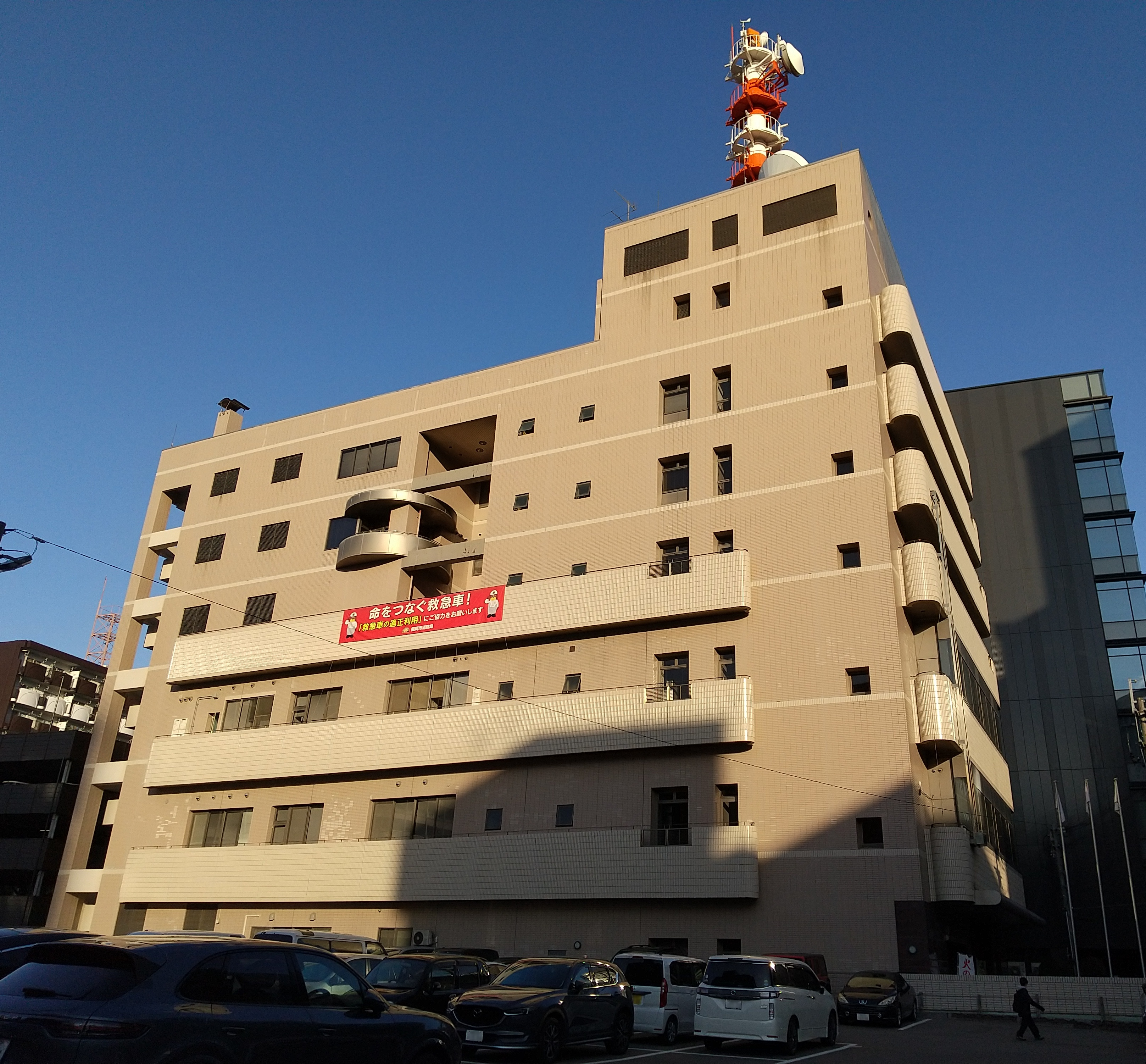
福岡市消防局（消防本部）
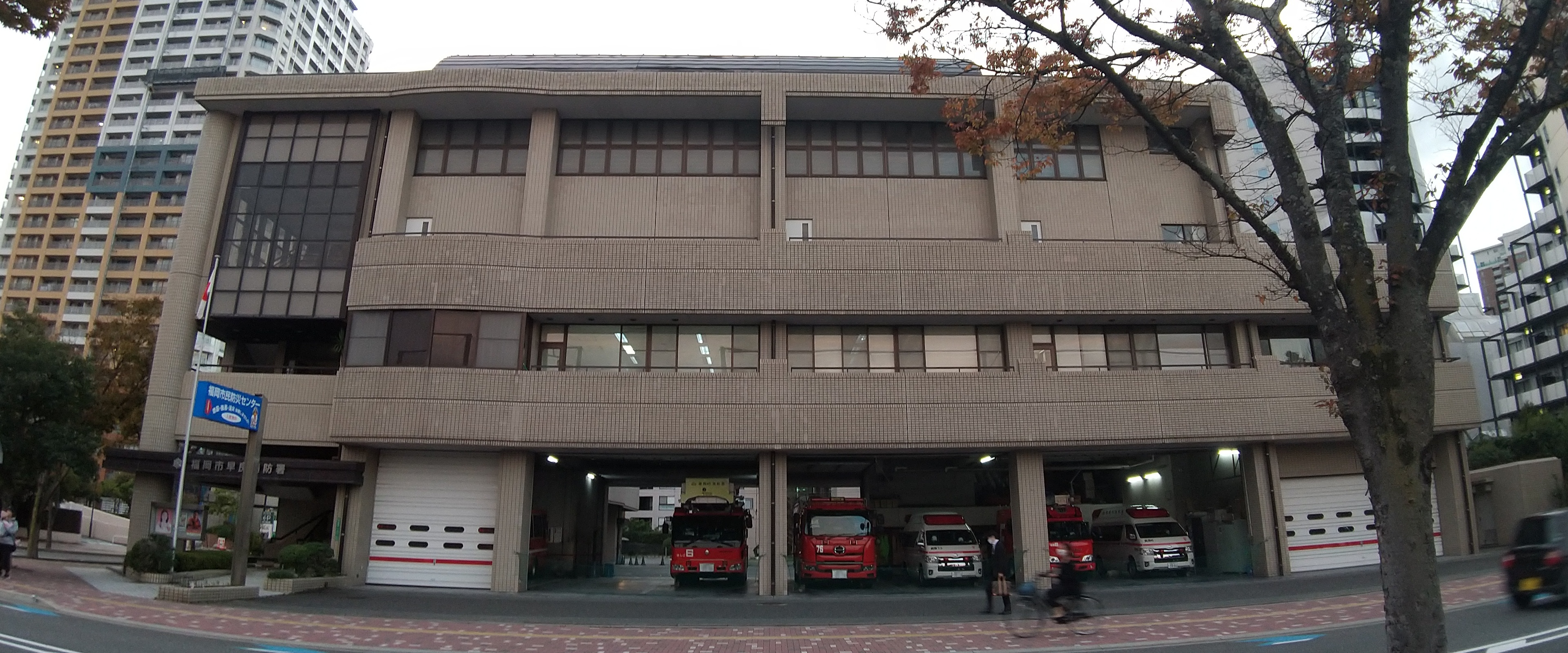
早良消防署

### 区役所
福岡市には7つの区が設けられており、それぞれを管轄する区役所等がある。

#### 東区役所
- 名称：東区役所
- 所在地：東区箱崎二丁目54番1号北緯33度37分3.9秒 東経130度25分2.7秒 / 北緯33.617750度 東経130.417417度
- 管轄区域：東区
- 組織：総務部、市民部、地域整備部、東区保健福祉センター（東保健所、所在地：東区箱崎二丁目54番27号）

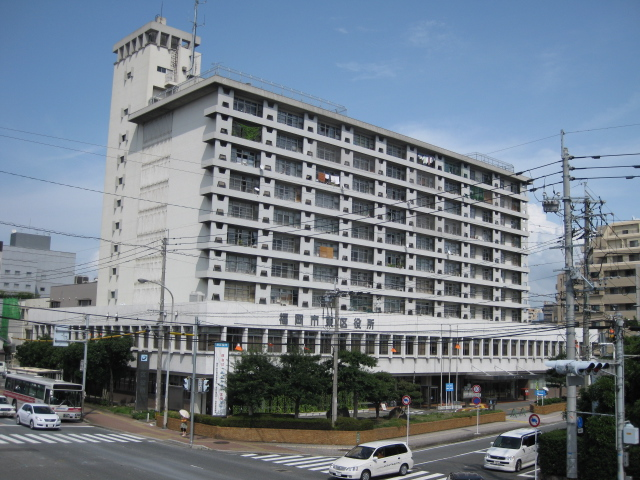
東区役所

#### 博多区役所
- 名称：博多区役所
- 所在地：博多区博多駅前二丁目8番1号北緯33度35分26.8秒 東経130度24分51.5秒 / 北緯33.590778度 東経130.414306度
- 管轄区域：博多区
- 組織：総務部、市民部、地域整備部、博多区保健福祉センター（博多保健所、所在地：博多区博多駅前二丁目8番1号）

#### 中央区役所
- 名称：中央区役所
- 所在地：中央区大名二丁目5番31号北緯33度35分21.3秒 東経130度23分34.3秒 / 北緯33.589250度 東経130.392861度
- 管轄区域：中央区
- 組織：総務部、市民部、地域整備部、中央区保健福祉センター（中央保健所、中央区舞鶴二丁目5番1号あいれふ内）

#### 南区役所
- 名称：南区役所
- 所在地：南区塩原三丁目25番1号北緯33度33分41.4秒 東経130度25分34.9秒 / 北緯33.561500度 東経130.426361度
- 管轄区域：南区
- 組織：総務部、市民部、地域整備部、南区保健福祉センター（南保健所、所在地：南区塩原三丁目25番3号）

#### 城南区役所
- 名称：城南区役所
- 所在地：城南区鳥飼六丁目1番1号北緯33度34分32.4秒 東経130度22分11.8秒 / 北緯33.575667度 東経130.369944度
- 管轄区域：城南区
- 組織：総務部、市民部、地域整備部、城南区保健福祉センター（別名：「城南保健所」、所在地：城南区鳥飼五丁目2番25号）

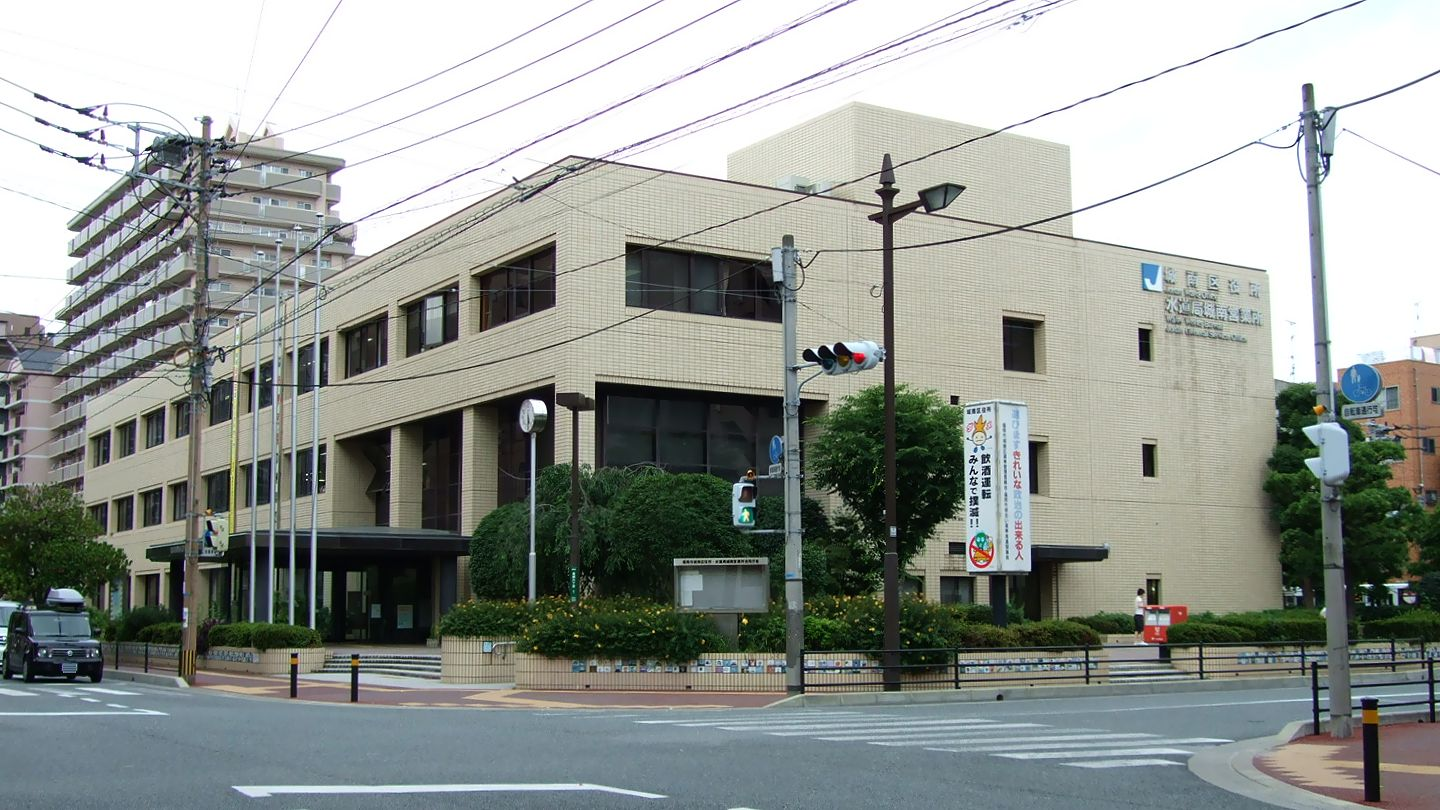
城南区役所
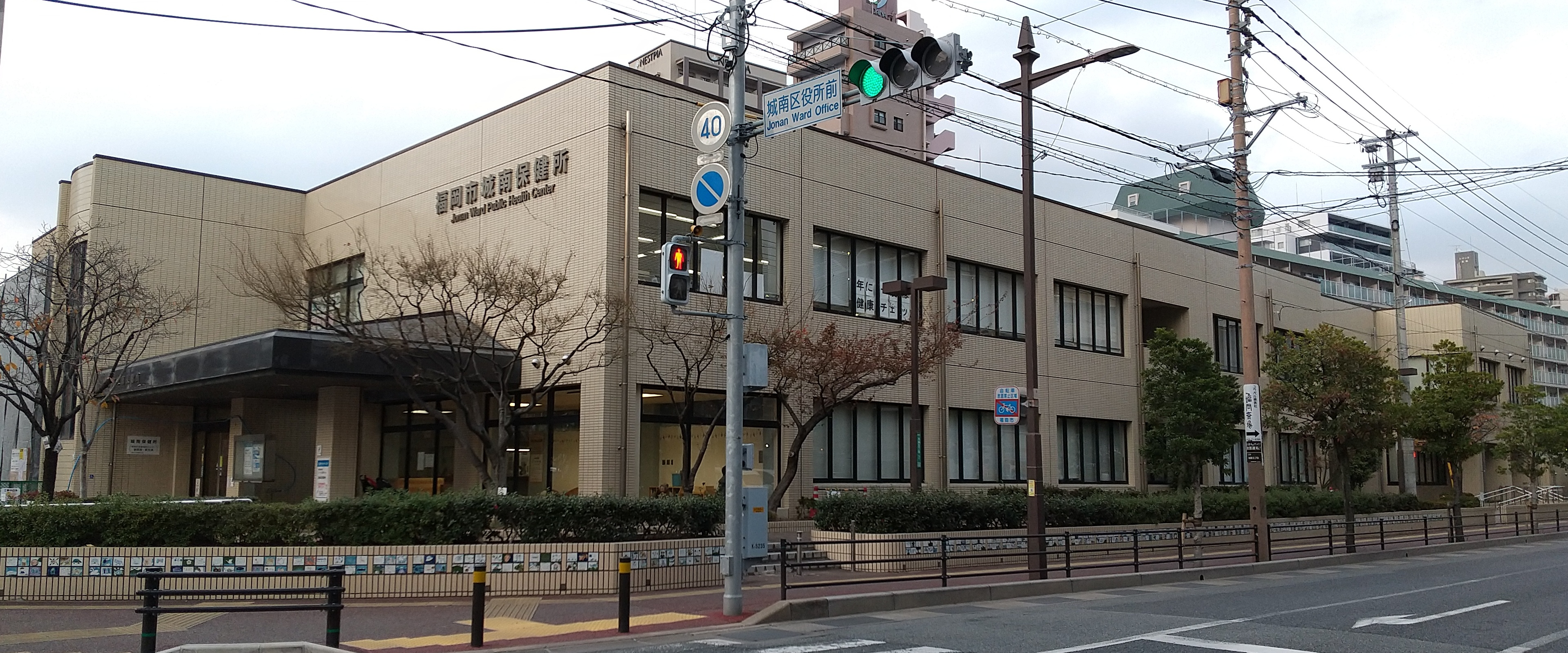
城南区保健福祉センター（保健所）

#### 早良区役所
- 名称：早良区役所
- 所在地：早良区百道二丁目1番1号北緯33度34分54.6秒 東経130度20分54.4秒 / 北緯33.581833度 東経130.348444度
- 管轄区域：早良区
- 組織：総務部、市民部、地域整備部、早良区保健福祉センター（早良保健所、早良区百道一丁目18番18号）、入部出張所（所在地：早良区東入部二丁目14番8号北緯33度31分7.7秒 東経130度20分9.6秒 / 北緯33.518806度 東経130.336000度）

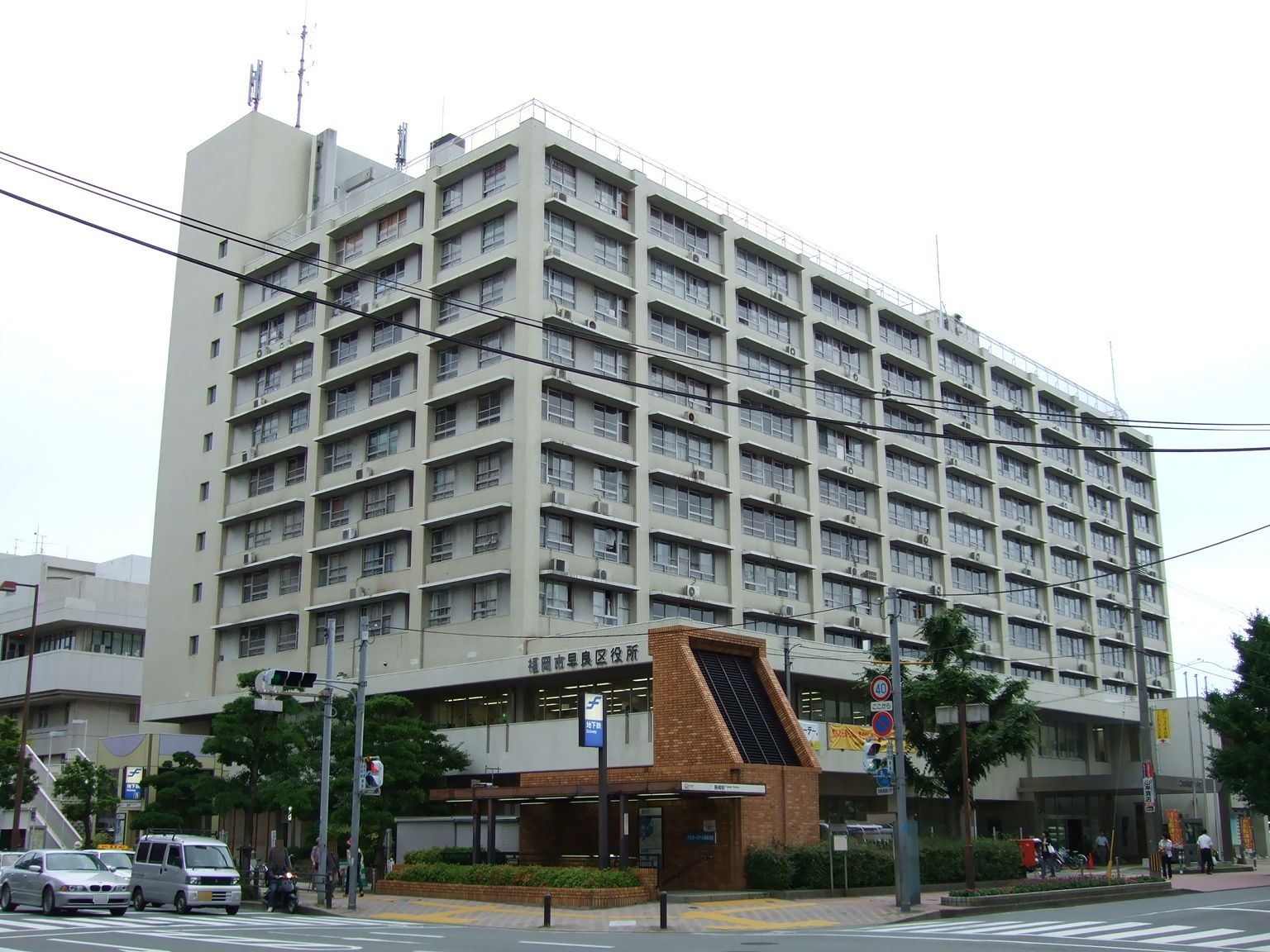
早良区役所
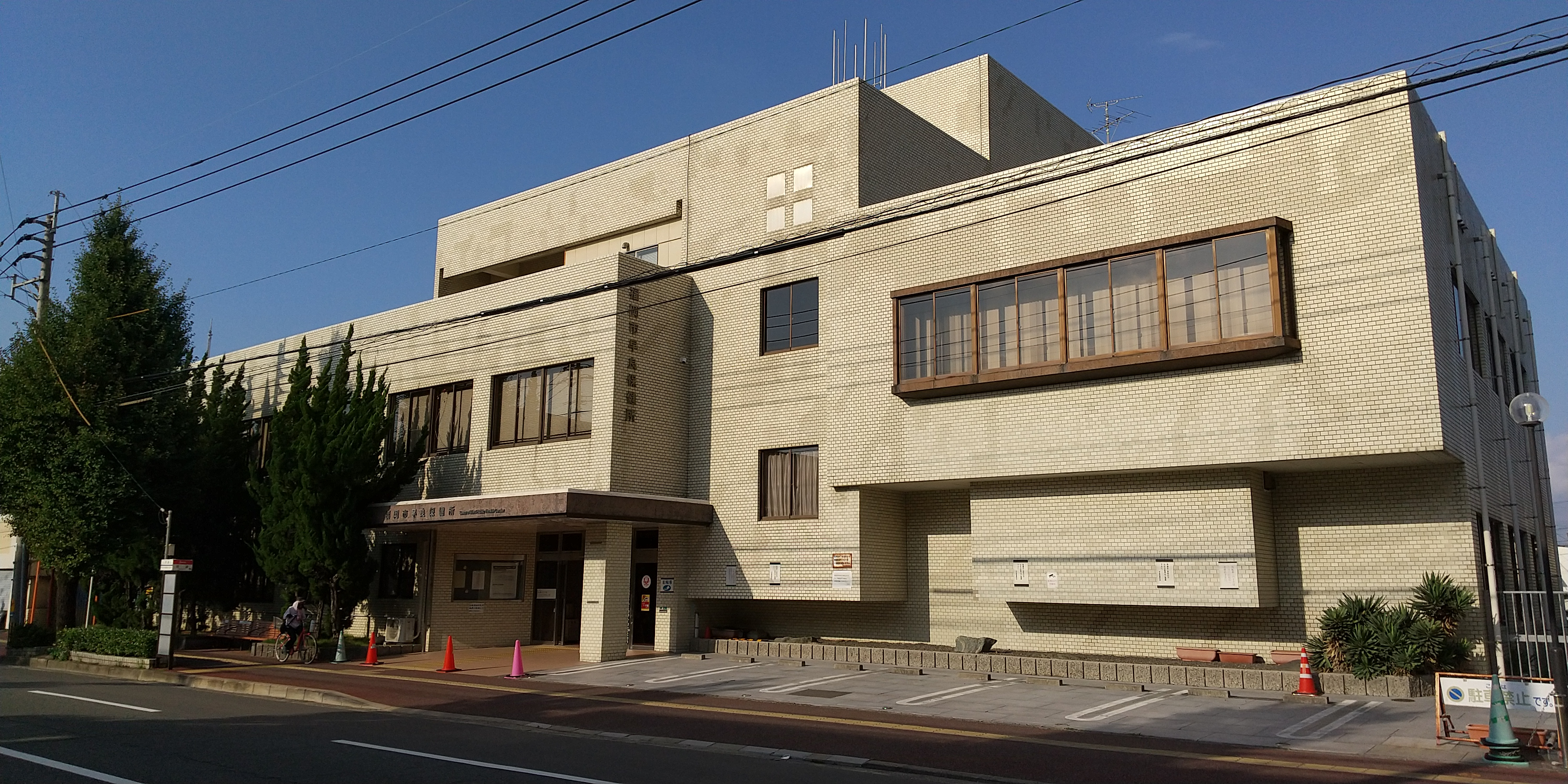
早良区保健福祉センター（保健所）

#### 西区役所
- 名称：西区役所
- 所在地：西区内浜一丁目4番1号北緯33度34分58.4秒 東経130度19分22.9秒 / 北緯33.582889度 東経130.323028度
- 管轄区域：西区
- 組織：総務部、市民部、地域整備部、西区保健福祉センター（西保健所、所在地：西区内浜一丁目4番7号北緯33度34分56.6秒 東経130度19分23.6秒 / 北緯33.582389度 東経130.323222度）、西部出張所（所在地：西区西都二丁目1番1号北緯33度34分38.2秒 東経130度15分37.5秒 / 北緯33.577278度 東経130.260417度）

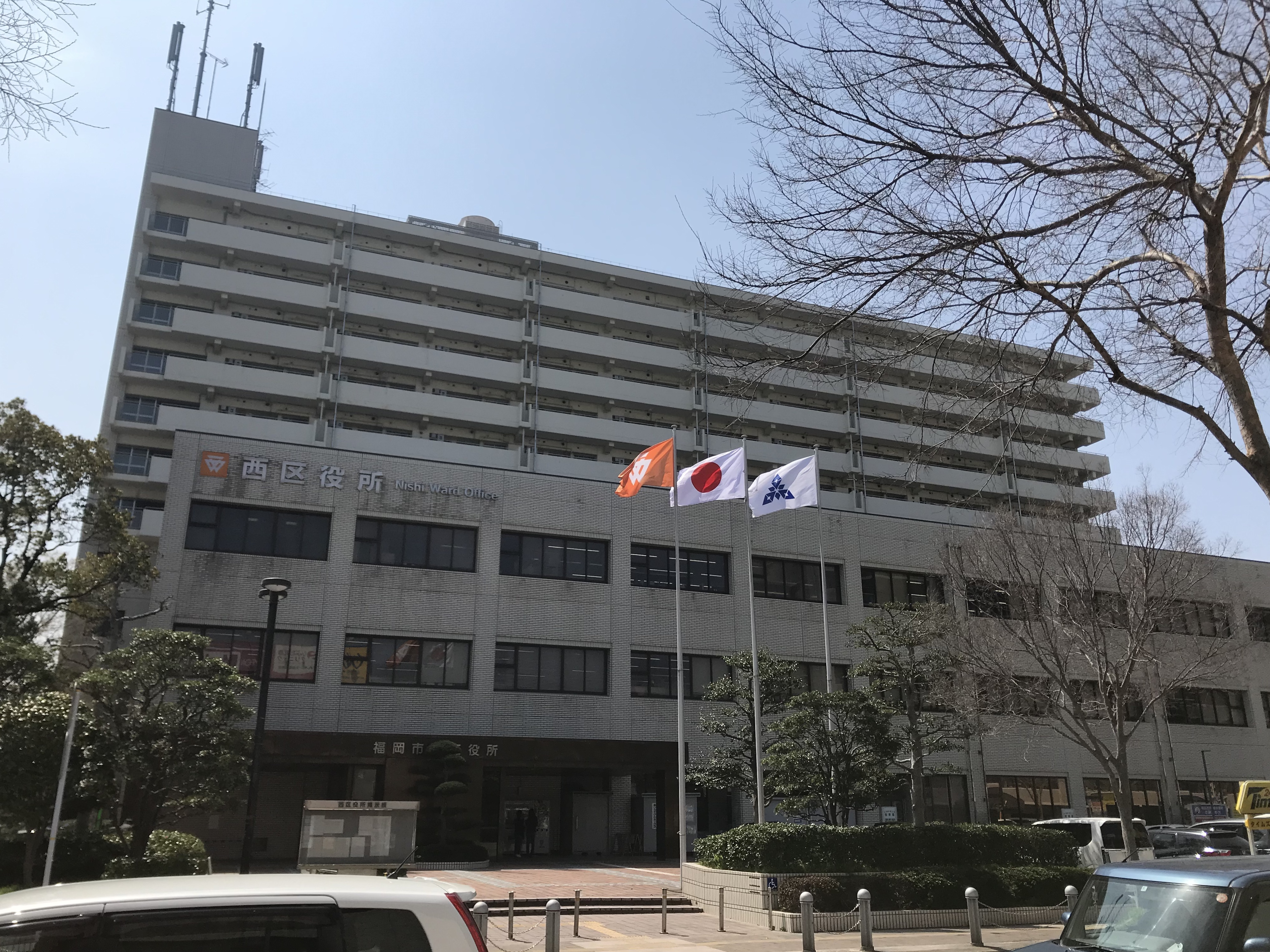
西区役所

## 旧庁舎

### 北別館
老朽化により2022年（令和4年）3月末で閉鎖した福岡市役所北別館は本庁舎北側に隣接する地上9階、地下2階建の建物であった。
今後、事業者を選定して解体工事が行われる予定である。福岡市では跡地の約1,500 m2の敷地を10 - 60年の定期借地として活用する方針である。